# Szarky (obwód kijowski)
Szarky (ukr. Шарки) – wieś na Ukrainie, w obwodzie kijowskim, w rejonie białocerkiewskim, w hromadzie Rokytne. W 2001 liczyła 704 mieszkańców.